# Бобовишта
Бобовишта су насељено мјесто у Босни и Херцеговини у Општини Равно које административно припада Федерацији Босне и Херцеговине. Према попису становништва из 1991. у насељу је живјело 38 становника.

## Становништво
| Националност       | 1991. | 1981. | 1971. | 1961. |
| Срби               | 38    | 47    | 61    | 78    |
| Југословени        |       | 9     |       |       |
| остали и непознато |       |       |       |       |
| Укупно             | 38    | 56    | 61    | 78    |

| Демографија | Демографија | Демографија |
| Година      | Становника  | Становника  |
| ----------- | ----------- | ----------- |
| 1961.       | 78          |             |
| 1971.       | 61          |             |
| 1981.       | 56          |             |
| 1991.       | 38          |             |